# Fuensanta la Moneta
Fuensanta la Moneta (* 16. Januar 1984 in Granada), eigentlich Fuensanta Fresneda Galera, ist eine spanische Flamenco-Tänzerin und Choreografin.

## Leben

### Kindheit
Anders als bei vielen anderen Flamenco-Künstlerinnen gab es für Fuensanta keine familiären Vorbilder. Aus eigenem Antrieb hegte sie jedoch schon in der Kindheit den Wunsch, Flamenco zu tanzen. So trat sie im Alter von acht Jahren in eine Tanzschule in ihrem Stadtviertel ein und zwei Jahre später in die Tanzschule Mariquilla. 1996, mit zwölf Jahren, hatte sie ihre ersten professionellen Auftritte im Kellerlokal La Rocío im Stadtteil Sacromonte. In diesem Jahr und im folgenden erhielt sie mit dem Preis für darstellende Kunst bereits die erste Auszeichnung. Wiederum ein Jahr später, 1998, nahm sie als eingeladene Künstlerin am Finale des Wettbewerbs für darstellende Kunst in Oviedo teil.
Ihre Ausbildung setzte sie bei einer ganzen Reihe von Meistertänzerinnen und -tänzern fort, darunter Manolete, Mario Maya, Javier Barón, Juana Amaya, Matilde Coral und Israel Galván.

### Karriere als junge Tänzerin
Im Alter von 16 Jahren verließ sie Granada und zog nach Madrid um. Dort trat sie in einer Reihe von Tablaos auf und gab in den städtischen Theatern Madrids eine Reihe von Vorstellungen in dem Stück Pureza Flamenca. Anschließend unternahm sie eine Tournee nach Deutschland, Griechenland, Frankreich und Luxemburg.
2003 errang sie beim Festival del Cante de las Minas in La Unión den Preis Desplante Minero für ihre Interpretation des Taranto und der Seguiriya. Anschließend schloss sie sich der Kompanie von Javier Latorre an. Sie tanzte 2004 in deren Inszenierungen Rinconete y Cortadillo und Triana, en nombre de la rosa. Ferner trat sie im Zyklus Flamenco viene del sur, bei der Biennale in Sevilla und bei Festivals in einer Reihe anderer spanischer Städte jeweils mit eigenen Solo-Interpretationen auf. Sie unternahm Tourneen nach Japan, nach Berlin, nach Kroatien und tanzte beim Festival im mexikanischen Monterrey.
2006 gab sie bei der Biennale von Sevilla eine Abfolge ihrer Tänze zum Besten, Alegrías im Stil von Matilde Coral, die Farruca nach Javier Latorres Prägung und die Seguiriya der ihr eigenen Weise. Ferner hatte sie eine kleine Rolle im Film ¿Por qué se frotan las patitas? von Álvaro Begines. 2007 unternahm sie Tourneen, die sie nach Washington, New York, London, Genf, Nîmes, Bayonne und Toulouse führten.
In jenem Jahr präsentierte sie anlässlich von Málaga en Flamenco auch ihr erstes eigenes Tanzschauspiel De entre la luna y los hombres. Verse der beiden Dichterinnen Ángeles Mora und Teresa Gómez setzten das Thema des Stücks: der Alltag der Frau mit seinen Mühen und seltenen Freuden und der geringen Wertschätzung seitens des Mannes, und der Rückblick auf verflossene Liebschaften. Auf große weiße Leinwände wurden dazu holografische Bilder projiziert. 2009 brachte sie das Stück auch im Teatro de la Zarzuela in Madrid auf die Bühne.
2008, wiederum zur Biennale von Málaga, trat sie mit Lo que traje el aire auf die Bühne, einer Suite von Tänzen des Cante jondo, des tiefsinnigen, ernsten Flamenco. Auch in Rotterdam beim niederländischen Flamenco-Festival führte sie das Stück auf.

### Jüngere Vergangenheit bis 2019
Mit dem Stück Extremo jondo setzte sie den Cante jondo auch beim Festival von Granada 2010 als Thema. Zum selben Stück tanzte sie beim Festival von Jerez 2012. Mit La Moneta, paso a paso schuf sie eine Art Anthologie ihres bisherigen Schaffens, die sie zur Biennale von Sevilla 2012 und zum Festival von Jerez 2015 aufführte.
2013 tanzte sie gemeinsam mit Manuel Liñán in Duende, einer Hommage an den Dichter Federico García Lorca und einer Würdigung des Wettbewerbs Concurso de cante jondo, den dieser 1922 gemeinsam mit Manuel de Falla organisiert hatte.
Mit Muy especial nahm sie 2014 am Zyklus Jueves Flamencos teil. Unter anderem trat sie mit diesem Stück auch 2017 in Vancouver auf.
2015 schuf sie mit Divino amor humano ein spirituelles Tanzschauspiel zu Versen von Teresa von Ávila und Federico García Lorca. Damit bestritt sie das Festival von Jerez 2017 und trat unter anderem damit in Brüssel auf.
Zum Festival von Jerez 2016 inszenierte sie Fui pedra mit der Formation Laboratorio Coreográfico de Flamenco Urbano.
2017 erweiterte sie ihr Repertoire um ihr Tanzschauspiel Hasta el tuétano. Erstmals führte sie es beim Festival Los Veranos del Corral in Granada auf, später unter anderem bei den Festivals von Úbeda und Madrid 2018 sowie 2019 beim Zyklus Jueves Flamencos in Sevilla.
Zur Biennale von Sevilla 2018 widmete sie sich mit Granada solo tiene salida por las estrellas ihrer granadinischen Heimat. Sie tanzte die Palos in der für Granada und die Region typischen Weise, begleitet vom Gesang zu Versen von Federico García Lorca und regionalen Dichterinnen und Dichtern.

## Rezeption
José Luis Navarro García charakterisierte ihren Tanz folgendermaßen:

«La Moneta hace un baile que tiene sus cimientos en la escuela granadina. Un baile de carácter y genio, pero un baile rico de matices y formas de encararlo, con momentos solemnes (…) Un baile que no se autolimita a sus raíces, porque Fuensanta está atenta a los nuevos derroteros de la coreografía flamenca.»

„La Moneta bietet einen Tanz, der seine Fundamente in der Schule von Granada hat. Ein Tanz von Charakter und Genie, aber ein Tanz, reich an Nuancen und Aspekten, mit feierlichen Momenten (…) Ein Tanz, der sich nicht auf seine Wurzeln beschränkt, weil Fuensanta die neuen Wege der Flamenco-Choreografie beachtet.“

Manuel Martín Martín, Kritiker der Zeitung El Mundo, schrieb über sie:

«La granadina es el calor del arte. (…) eso lo apreciamos en los tientos con ecos de zambra y tangos, donde los matices no olían a humo y sólo nos alcanzaban la quietud de sus gestos y la furia del encanto.»

„Die (Tänzerin) aus Granada ist die Wärme der Kunst. (…) Wir schätzen das in den Tientos mit Echos von Zambra und Tangos, wo die Gestaltung nicht nach Rauch roch und uns nur die Stille ihrer Gesten und die Leidenschaft ihres Charmes erreichten.“

## Auszeichnungen
- 2003 Desplante Minero beim Festival del Cante de las Minas in La Unión.[26]
- 2008 Medalla al Talento Joven beim Festival von Torrelodones.[27]
- 2009 Premio flamenco hoy für die beste Tänzerin.[28]
- 2011 Großer Preis der Peña Flamenca El Taranto, Almería, für das beste Tanzschauspiel.